# Mer de Glace
La Mer de Glace (dal francese e significa mare di ghiaccio) è un ghiacciaio situato sul lato nord (francese) del massiccio del Monte Bianco (Alpi Graie).

## Caratteristiche
In senso stretto, il ghiacciaio può essere considerato come originato dalla confluenza del ghiacciaio di Leschaux e del ghiacciaio del Tacul alla quota di 2.100 metri, appena a nord dell'Aiguille du Tacul.
Tuttavia, in senso più ampio, è un ghiacciaio vallivo composto che si origina direttamente a nord del Monte Bianco ad un'altitudine di circa 4.100 metri.
Secondo i dati del World Glacier Monitoring Service nel 2015 il ghiacciaio misurava 13 km di lunghezza e la sua superficie era di circa 23 km².
Dal 1850 il ghiacciaio si trova in una fase di importante regresso, dopo aver raggiunto la massima estensione nel 1644, nel corso della piccola era glaciale.

## Turismo
La Mer de Glace rappresenta una grande attrazione turistica. I turisti vi possono accedere facilmente con ferrovia Chamonix-Montenvers a cremagliera.
La località Montenvers, collocata un po' a monte della lingua terminale del ghiacciaio, offre un punto di osservazione sulla Mer de Glace. Montenvers è anche conosciuto per la sua grotta di ghiaccio, scavata ogni anno nel fianco del ghiacciaio dal 1946.

## Galleria d'immagini

Immagini storiche
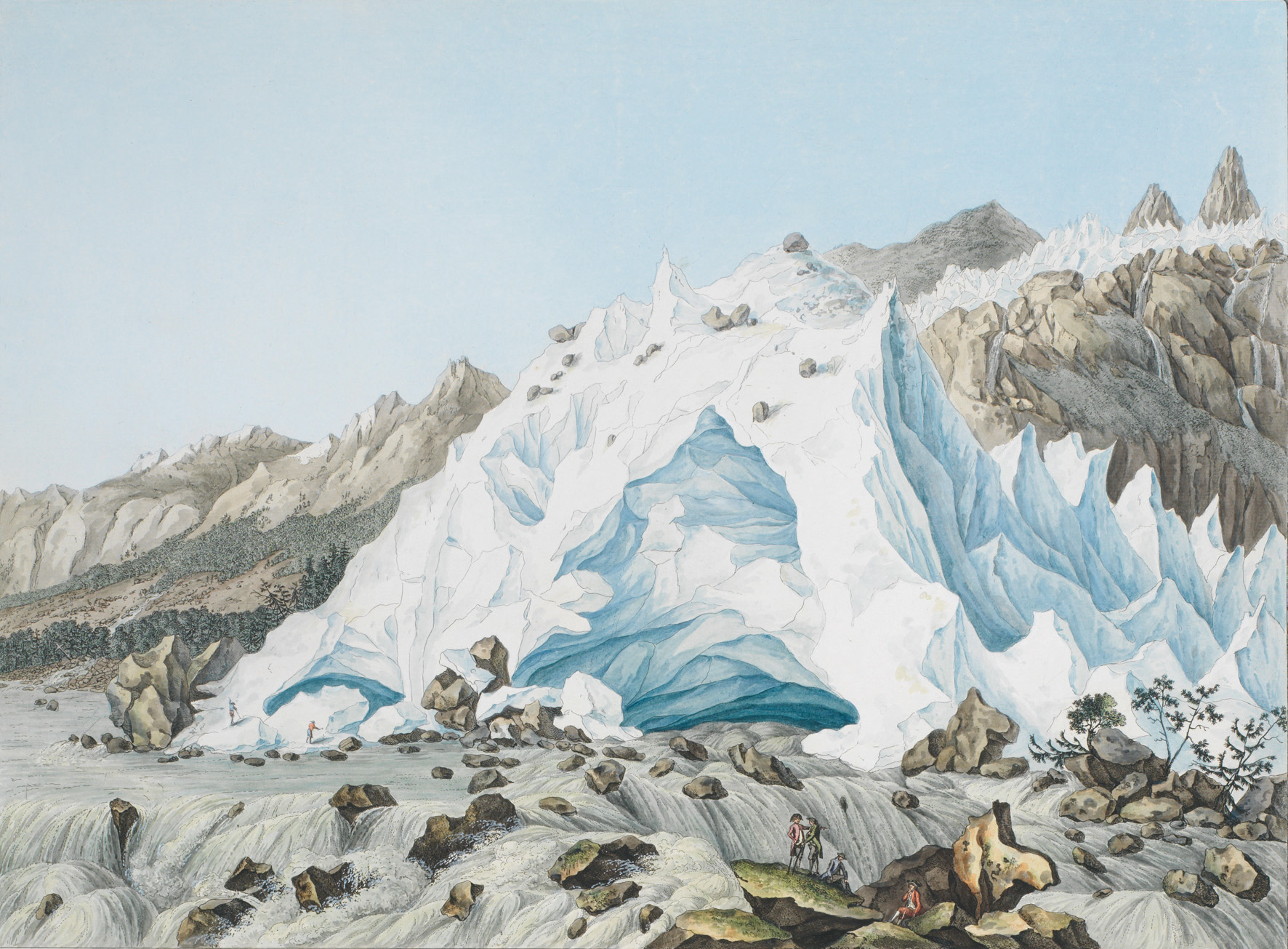
Dopo il 1778
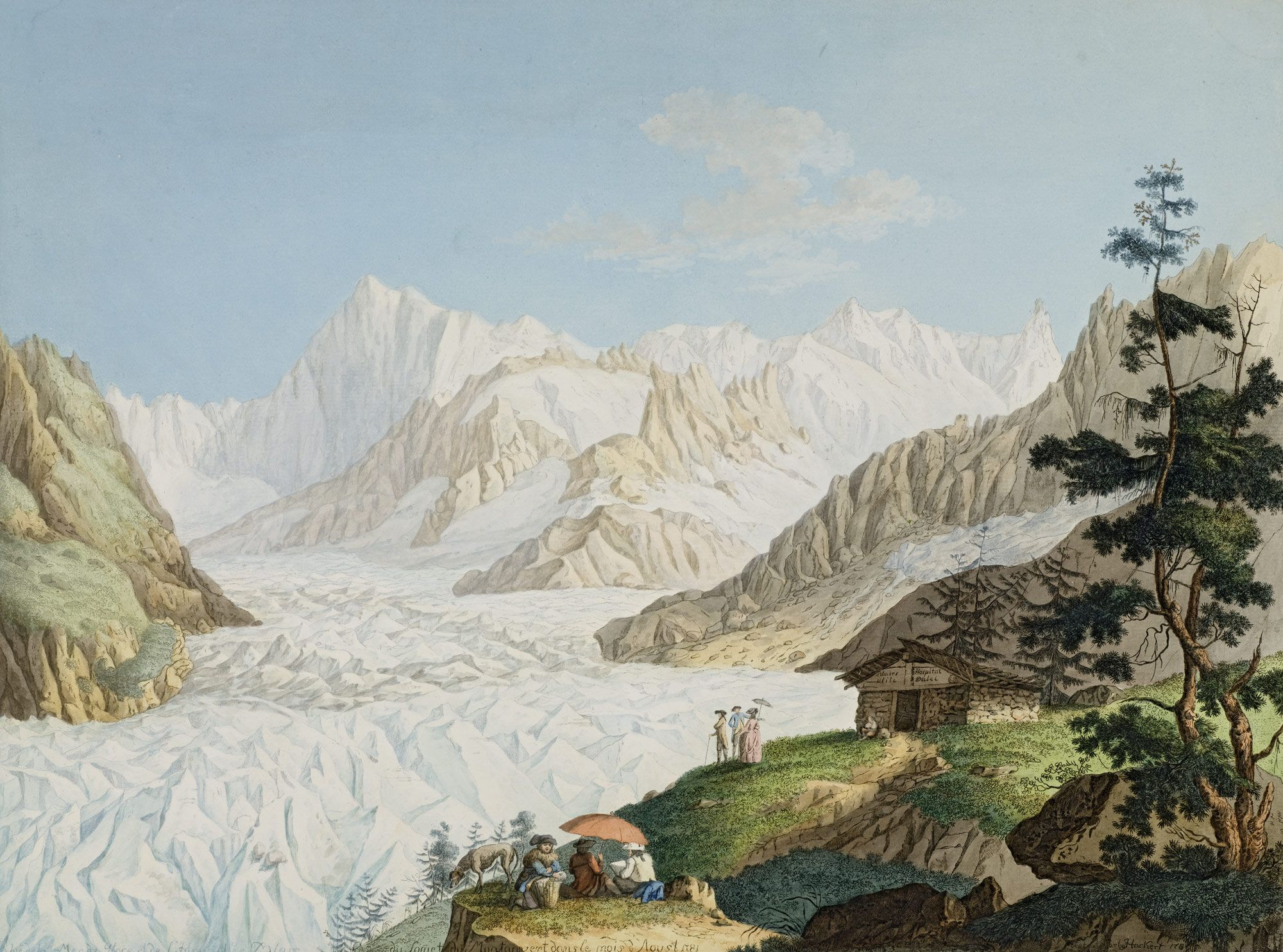
1781
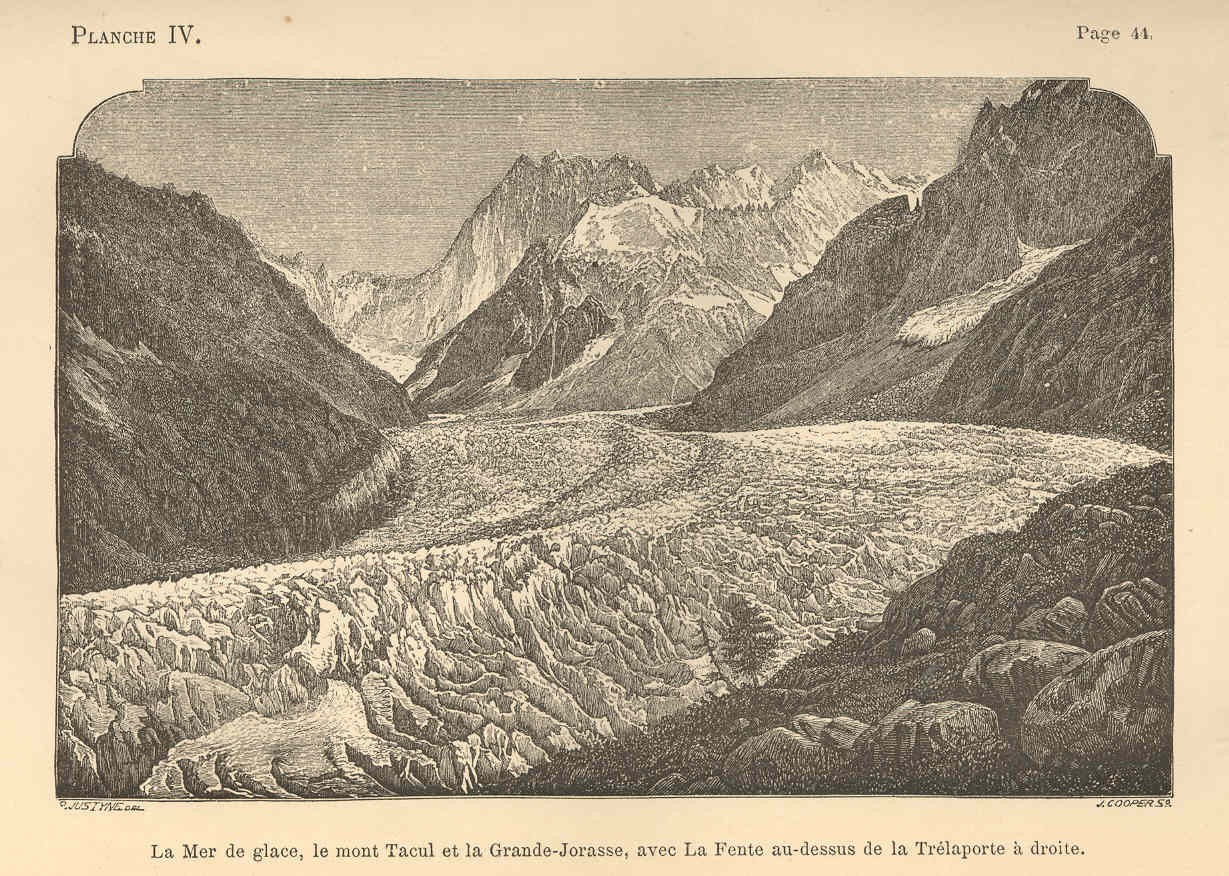
1876
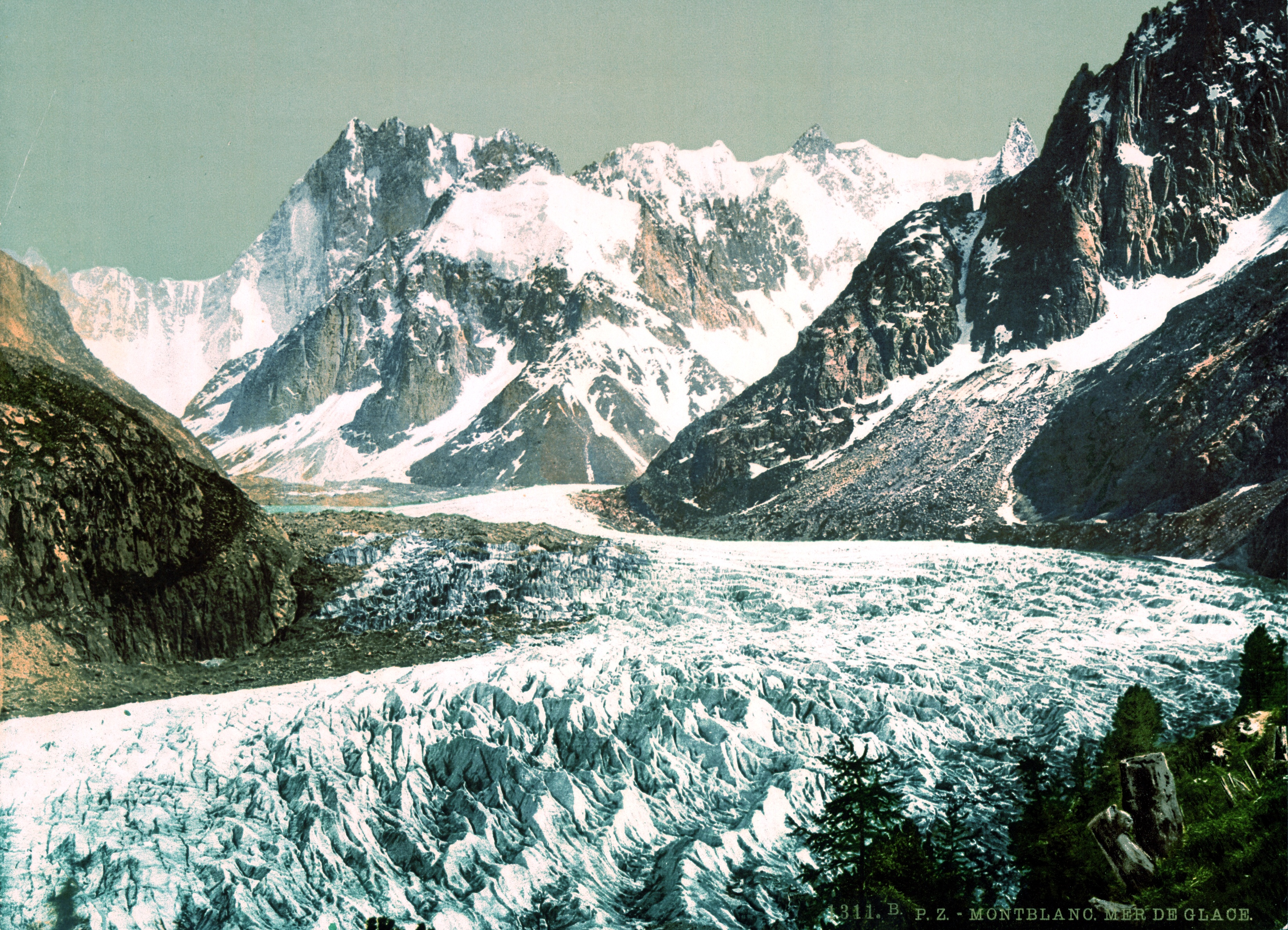
Circa 1890 - 1900
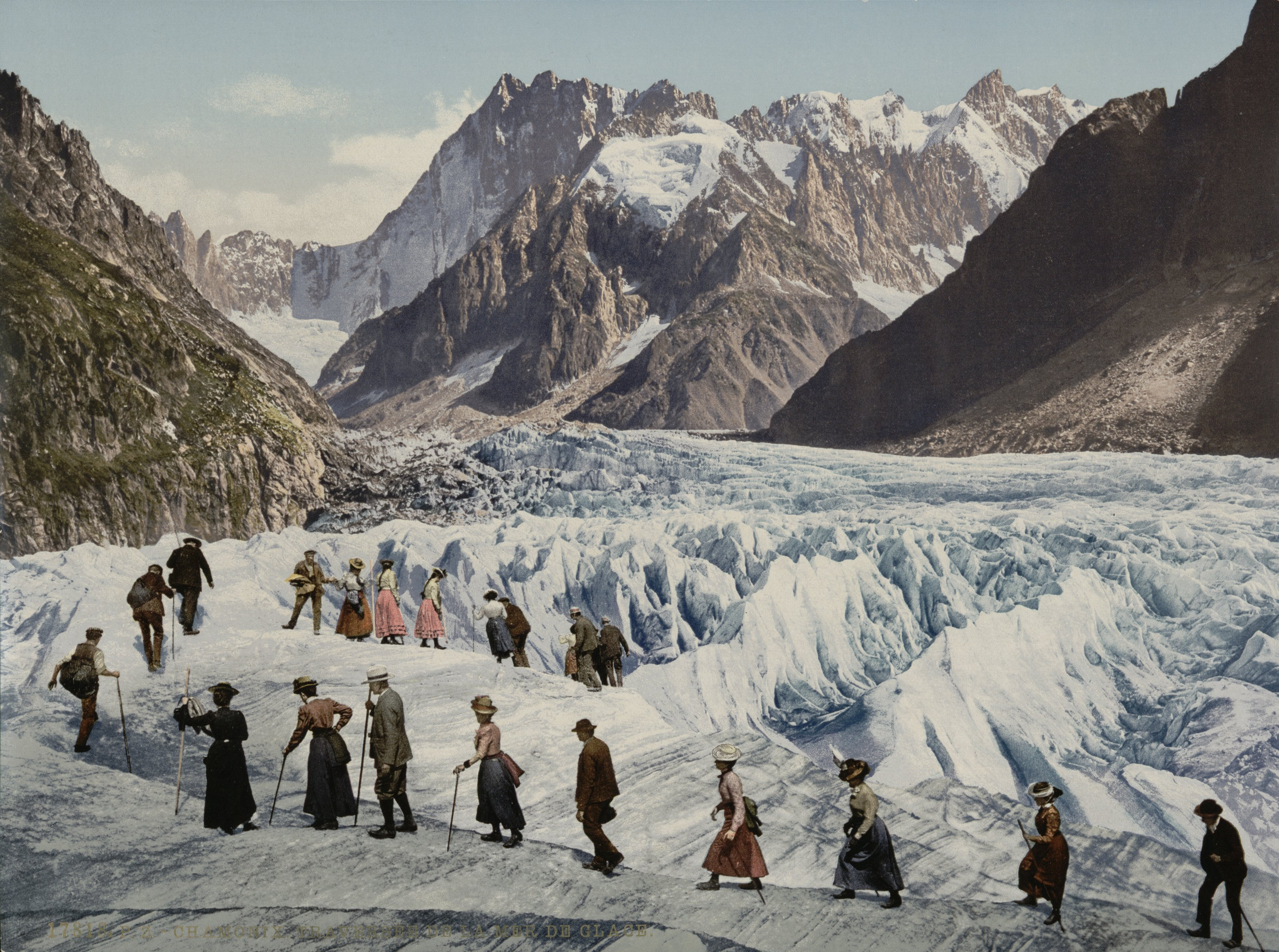
Circa 1902 - 1904
1909
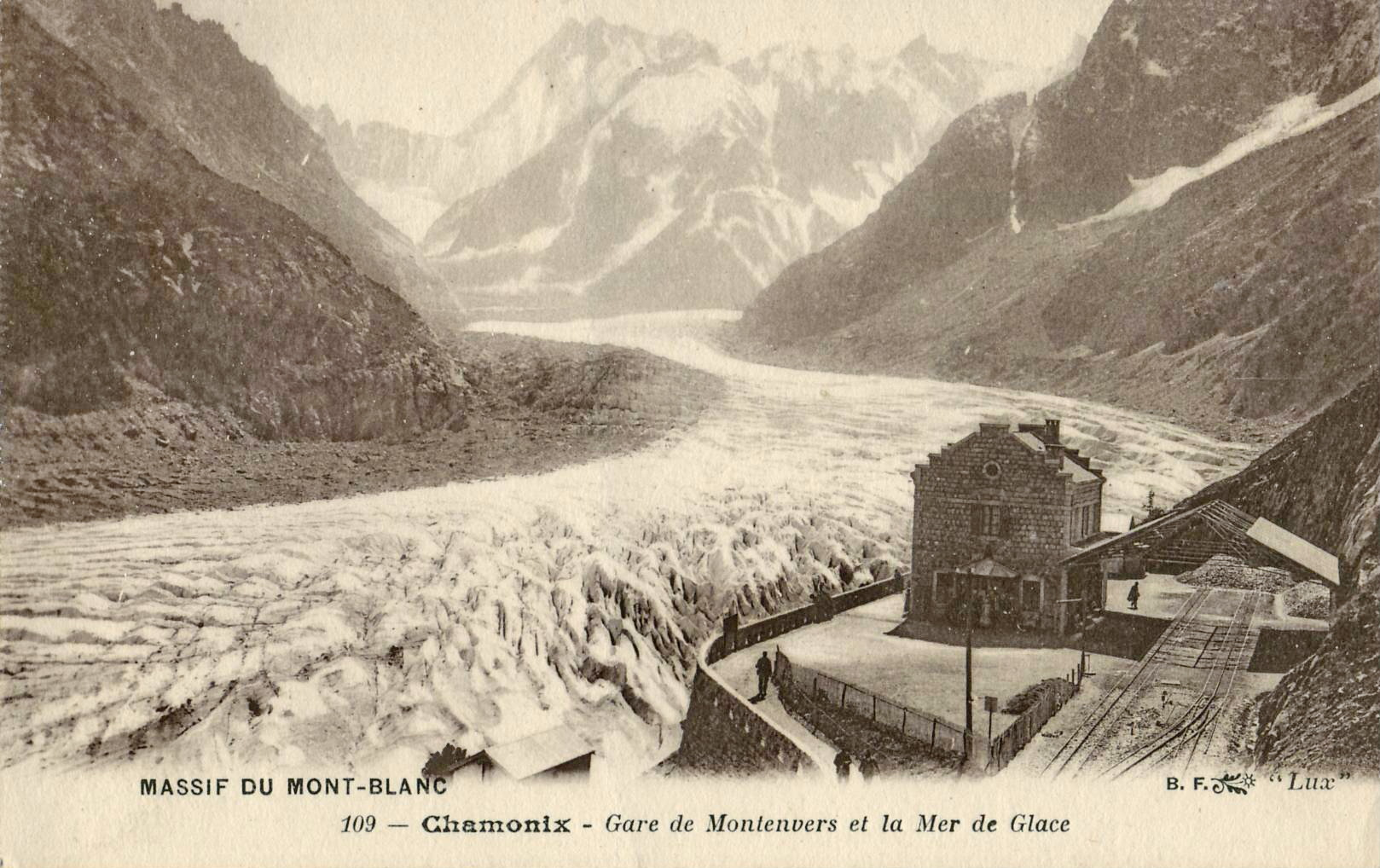
Prima del 1914
1919
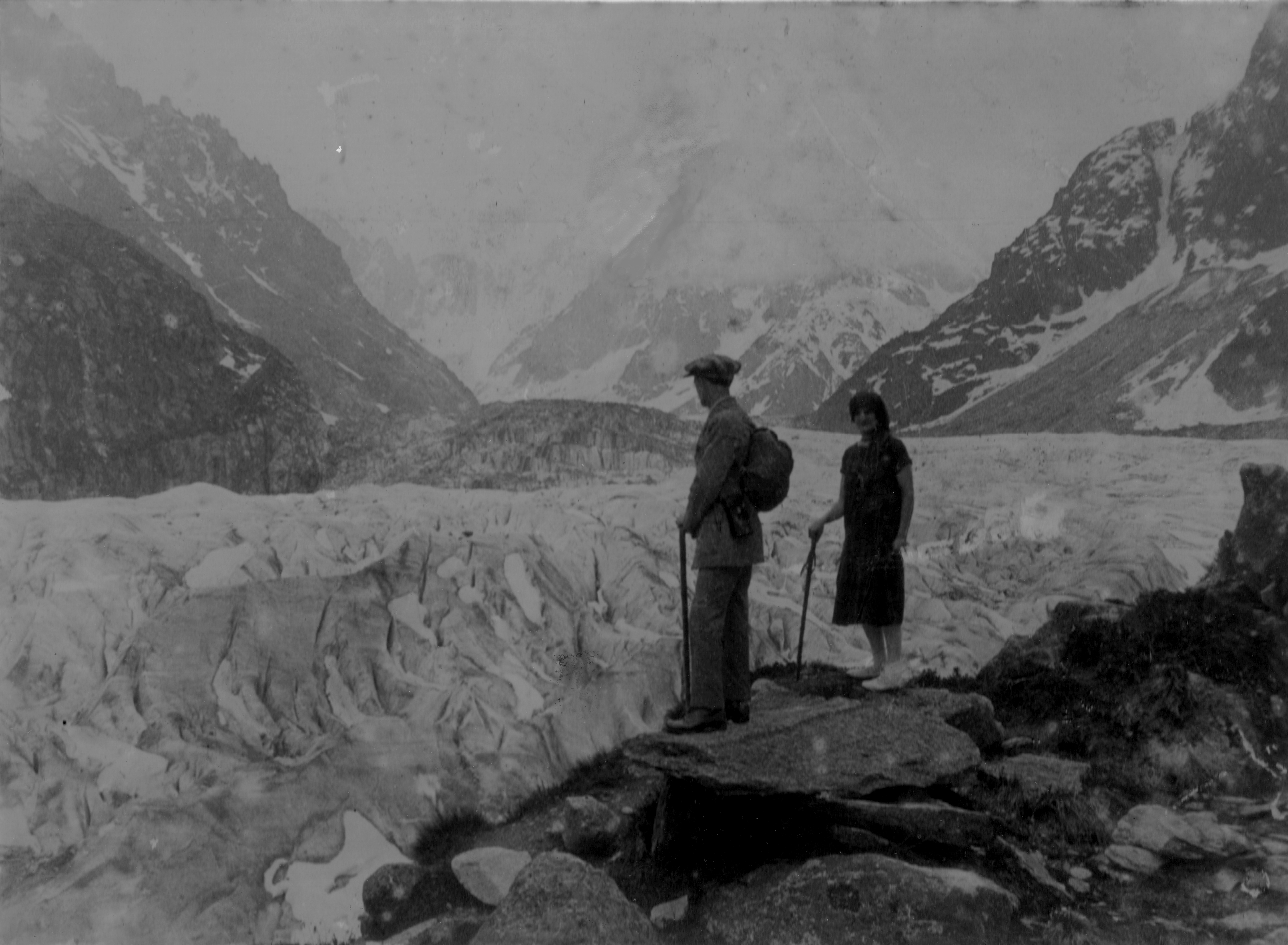
Giugno 1926
1926
1933
Luglio 1964